# Закон очувања енергије
Закон очувања енергије представља емпиријски физички закон који каже да укупна количина енергије у изолованом систему остаје константна током времена. Из тога произилази да се енергија не може уништити, нити ни из чега створити, већ да може само прелазити из једног облика у други.
Ајнштајнова теорија релативности показује да су енергија и маса исте ствари и да се једна не појављује без друге. Према томе, у затвореним системима маса и енергија чувају се одвојено, како се сматрало и у предрелативистичкој физици. Нова карактеристика релативистичке физике јесте да се честице „материје“ (као што су оне које сачињавају атом) могу претворити у нематеријалне облике енергије, као што је светлост, или у кинетичку или потенцијалну енергију. Међутим, ова претварања не утичу на укупну масу система јер ове последње врсте нематеријалне енергије још увек задржавају своју масу кроз било које претварање.
Данас се очување „енергије“ односи на очување укупне енергије система током времена. Ова енергија укључује енергију удружену са масом мировања осталих честица и свим другим облицима енергије у систему. Осим тога, маса мировања система честица (маса система у тежишту инерцијалног оквира, као што је оквир у којем би систем требало да буде изваган) такође је очувана током времена за било којег појединачног посматрача и има једнаку вредност за све посматраче (за разлику од укупне енергије). Према томе, у изолованом систему, иако се материја (честице са масом мировања) и „чиста енергија“ (топлота и светлост) могу претворити једна у другу, и укупна количина енергије и укупна маса оваквих система остају очуване током времена, са тачке гледишта било којег појединачног посматрача. Ако се енергији било које врсте дозволи да „побегне“ из оваквих система, маса система смањиваће се у складу са количином губљења енергије.
Последица овог закона је да тзв. perpetuum mobile машине могу да раде непрекидно само ако не испуштају енергију у окружење. Ако такве машине производе више енергије од оне уложене у њих, оне морају да губе масу и након одређеног времена престају да постоје, па, према томе, нису ни могуће.

## Историја
Антички филозофи, још од Талеса (око 550. п. н. е.), говорили су о очувању онога од чега је све састављено. Емпедокле (490–430. п. н. е.) је писао да у његовом универзалном систему, састављеном од четири елемента (земља, ваздух, вода, ватра), „ништа не настаје, нити нестаје“; него ти елементи пролазе кроз континуирана преуређења.
Галилеј је 1638. године објавио своју анализу неких ситуација - укључујући и прослављено „испрекидано клатно“ - које се модерним језиком може описати као конзервативно претварање потенцијалне у кинетичку енергију и обрнуто. Тек је Лајбниц у периоду од 1676. до 1689. године први покушао математички формулирати врсту енергије која је повезана са кретањем (кинетичка енергија). Лајбниц је уочио да је у многим механичким системима (са неколико маса mi, свака са брзином vi):
{\displaystyle \sum _{i}m_{i}v_{i}^{2}}
био очуван онолико дуго колико масе нису међусобно деловале. Он је ову количину назвао vis viva (живом силом) система. Принцип представља тачну тврдњу о приближном очувању кинетичке енергије у ситуацијама где нема трења. Многи физичари тог времена сматрали су да је очување количине кретања, која остаје иста у системима са трењем, као што је дефинисано моментом:
{\displaystyle \,\!\sum _{i}m_{i}v_{i}}
било та очувана жива сила. Касније је доказано да се под одговарајућим условима обе количине симултано сачувају, као нпр. у еластичним сударима.
Инжењери Џон Смитон, Питер Еварт, Карл Хоцман, Гистав-Адолф Хирн и Марк Сегин су приметили да самоочување количине кретања није адекватно за практична израчунавања, па су искористили Лајбницов принцип. Тај принцип су користили и неки хемичари, као што је Вилијам Хајд Воластон. Академици, попут Џона Плејфера, истакли су да кинетичка енергија очигледно није сачувана. То је видљиво у савременим анализама заснованим на другом закону термодинамике, али у 18. и 19. веку судбина изгубљене енергије још увек није била позната. Постепено се почело сумњати да је топлота, која неизбежно настаје током кретања као последица трења, још један облик живе силе. Антоан Лавоазје и Пјер Симон Лаплас су поново 1783. године проучили две теорије о живој сили и калоријску теорију. Запажања Бенџамина Томпсона из 1798. о стварању топлоте приликом проширивања топовских цеви потврдила су тезу да се механичко кретање може претворити у топлоту, да је то претварање квантитативно и да може бити предвиђено (дозвољавајући универзалну константу претварања између кинетичке енергије и топлоте). Жива сила се почела називати енергијом, након што је термин први пут у том смислу употребио Томас Јанг 1807. године.
Рекалибрисање живе силе у
{\displaystyle {\frac {1}{2}}\sum _{i}m_{i}v_{i}^{2}}
које се може разумети као тражење тачне вредности за константу за претварање кинетичке енергије у рад, углавном је било резултат рада Кориолиса и Понслеа у периоду од 1819. до 1839. године. Кориолис је количину називао количином рада (фр. quantité de travail), а Понсле механичким радом (фр. travail mécanique) и обојица су заговарали њихову употебу у инжењерским прорачунима.
У раду под насловом О природи топлоте, објављеном у Часопису за физику 1837, Карл Фридрих Мор дао је једну од најранијих општих тврдњи доктрине о очувању енергије: „Поред 54 позната хемијска елемента у физичком свету постоји само један агенс и он се зове Kraft (енергија или рад). Он се, у зависности од околности, може појавити као кретање, хемијски афинитет, кохезија, електрицитет, светлост и магнетизам и из било којег од ових облика може се претворити у било који од преосталих.“
Кључна етапа у развоју модерног принципа очувања била је демонстрација механичког еквивалента топлоте. Калоријска теорија тврдила је да се топлота не може ни створити ни уништити, али очување енергије намеће супротан принцип по којем су топлота и механички рад међусобно замењиви.
Принцип механичке еквиваленције први је у модерној форми поставио немачки хирург Јулиус Роберт фон Мајер. Он је до овог закључка дошао на путовању у Холандску Источну Индију (данашњу Индонезију, где је открио да крв његових пацијената има тамнију црвену боју, јер су трошили мање кисеоника, а самим тим и мање енергије да одрже телесну температуру. Такође је открио да су и механички рад и топлота облици енергије, а затим је, након личног усавршавања у физици, израчунао квантитативни однос између њих.
У међувремену, Џејмс Џул је 1843. године у серији експеримената открио механички еквивалент. У најпознатијем, који се данас назива Џулова справа, тег на конопцу доводи до ротације лопатица, које су потопљене у воду. Показао је да је гравитациона потенцијална енергија, изгубљена због тега који виси, једнака термалној енергији (топлоти) коју добије вода због трења лопатица.
У периоду од 1840. до 1843. сличну ствар урадио је и инжењер Лудвиг А. Колдинг, иако је то било мало познато изван његове родне Данске.
И Џулов и Мајеров рад били су предмет оспоравања и занемаривања, али је на крају Џулов рад ипак добио шире признање.
Вилијам Роберт Гроув је 1844. године постулирао везу између механике, топлоте, светлости, електрицитета и магнетизма, третирајући их све као манифестације једне „силе“ (енергије у модерном смислу речи). Гроув је своје теорије објавио у књизи Корелација физичких сила (енгл. The Correlation of Physical Forces).
Ослањајући се на радове Џула, Карноа и Клапејрона, Херман фон Хелмхолц је 1847. године дошао до закључака сличних Гроувовим и исте године је објавио своје теорије у књизи О очувању силе. Опште модерно прихватање овог принципа потиче из ове књиге.
Године 1850, Вилијам Ренкин је био први који је користио фразу закон конзервације енергије.
Питер Гатри Тејт је 1877. тврдио да принцип потиче од Њутна, што је засновано на креативном читању предлога 40 и 41 из Њутнове чувене књиге Philosophiae Naturalis Principia Mathematica.

## Први закон термодинамике
Ентропија је функција количине топлоте која показује могућност претварања те топлоте у рад. За термодинамички систем са одређеним бројем честица, први закон термодинамике може се изразити као:
{\displaystyle \delta Q=\mathrm {d} U+\delta W\,}, или еквивалентно, {\displaystyle \mathrm {d} U=\delta Q-\delta W,\,}
где је {\displaystyle \delta Q} количина топлоте додата у систем процесом загревања, {\displaystyle \delta W} количина енергије коју је систем изгубио због рада који је извршио тај систем или његово окружење, а {\displaystyle \mathrm {d} U} промена унутрашње енергије система.
Слова δ испред ознака за топлоту и рад описују повећање енергије које треба бити интерпретирано нешто другачије од {\displaystyle \mathrm {d} U} повећања унутрашње енергије. Топлота и рад су процеси који додају или одузимају енергију, док је унутрашња енергија U посебан облик енергије додат систему. Тако термин „топлотна енергија“ за {\displaystyle \delta Q} пре има значење „количина енергије додана као резултат загревања“ него што се односи на посебан облик енергије. Слично томе, термин „енергија рада“ за {\displaystyle \delta W} значи „количина енергије изгубљена као резултат рада“. Најзначајнији резултат овог разликовања јесте чињеница да се јасно може изразити количина унутрашње енергије коју поседује термодинамички систем, али се не може рећи колико је енергије дошло у систем или отишло из њега као резултат његовог загревања или хлађења, нити резултат рада који је систем извршио или који је био извршен у систему. Једноставније речено, ово значи да се енергија не може из ничега створити нити уништити, већ се може само претварати из једног облика у други.
За једноставан систем који може бити компресован, рад који изврши систем може се записати као:
{\displaystyle \delta W=P\,\mathrm {d} V,}
где је {\displaystyle P} притисак, а {\displaystyle dV} мала промена запремине система, а сви они представљају варијабле система. Топлотна енергија може се написати као:
{\displaystyle \delta Q=T\,\mathrm {d} S,}
где је {\displaystyle T} температура, а {\displaystyle \mathrm {d} S} мала промена у ентропији система. Оне су, такође, варијабле система.

## Механика
У механици, очување енергије обично се изражава формулом:
{\displaystyle E=T+V,\ }
где су:
{\displaystyle \,T=\!{\frac {1}{2}}\!\cdot \sum _{i}m_{i}\cdot v_{i}^{2},}
{\displaystyle \,(1)V=\!\sum _{i}m_{i}\cdot g\cdot h_{i},}
{\displaystyle (2)V={\frac {1}{2}}\cdot \sum _{k}^{N}q_{k}\cdot \Phi (\mathbf {r} _{k}),}
где је T - збир кинетичких енергија свих тела унутар система, а V - потенцијална енергија истог система, с тим што једначина (1) представља потенцијалну енергију тела унутар гравитационог поља, а (2) потенцијалну енергију система (у зависности од физичког поља у којем се систем налази користе се одговарајуће формуле). Из закона очувања енергије следи да је енергија E, представљена као функција времена E(t), увек константна.
Заправо, ово је посебан случај једног општијег закона о очувању:
{\displaystyle H=\sum _{i=1}^{N}p_{i}{\dot {q}}_{i}-L=const} и {\displaystyle p_{i}={\frac {\partial L}{\partial {\dot {q}}_{i}}},}
где је {\displaystyle L} Лагранжова функција. Да би овај посебан облик био валидан, следеће ствари морају бити тачне:
- систем је склерономан (ни кинетичка ни потенцијална енергија нису експлицитне функције времена)
- кинетичка енергија је квадратна форма с обзиром на брзине
- потенцијална енергија не зависи од брзина.

### Нетерина теорема
Очување енергије често се спомиње у многим физичким теоријама. Са математичке тачке гледишта, оно се схвата као последица Нетерине теореме (названој по немачкој математичарки Еми Нетер) по којој свака симетричност физичке теорије има придружен очувани квантитет; ако је симетричност теорије непромењивост времена, онда се очувани квантитет назива „енергија“. Закон очувања енергије последица је промене симетричности времена; очување енергије имплицирано је емпиријском чињеницом да се закони физике не мењају кроз само време. Филозофски, за ово би се могло рећи да „ништа не зависи од времена per se“. Другим речима, ако је теорија непромењива у условима сталне симетричности транслације времена, онда је њена енергија (која је канонска конјугована количина у односу на време) очувана. Обрнуто, теорије које нису непромењиве у условима промене у времену (нпр. системи са потенцијалном енергијом која зависи од времена) не показују очување енергије - осим ако сматрамо да ће они разменити енергију са другим, спољним системом тако да теорија повећаног система поново постане непромењива у времену. Пошто се било која теорија са варирањем времена може утврдити метатеоријом са непромењивим временом, очување енергије увек се може поново стећи одговарајућим редефинисањем онога шта је енергија заправо. Тако, очување енергије за ограничене системе валидно је у модерним физичким теоријама попут специјалне релативности или квантне теорије (укључујући ) у фиксном простор-времену.

### Релативност
Након што је Ајнштајн открио специјалну релативност, предлагало се да се енергија сматра једном компонентом вектора енергије квадримомента. Свака од 4 компоненте (једна компонента енергије и 3 компоненте квадримомента) овог вектора очува се одвојено током времена у било којем затвореном систему, посматрано из било којег датог инерцијалног референтног оквира. Такође је очувана и дужина вектора (Минковскијева норма), која представља масу мировања појединачних честица, а непромењиву масу за систем честица (где се моменти и енергија одвојено сабирају пре него се израчуна дужина).
Релативистичка енергија појединачне масивне честице садржи услов који се односи на њену масу мировања у додатку на њену кинетичку енергију. У границама нулте кинетичке енергије (или, еквивалентно, у оквиру мировања) масивне честице или у центру оквира момента за објекте или системе који задржавају своју кинетичку енергију укупна енергија честице или објекта (укључујући унутрашњу кинетичку енергију у системима) у односу је са њиховом масом мировања преко чувене једначине {\displaystyle E=mc^{2}}.
Према томе, очување енергије кроз време у специјалној релативности наставља важити док се не промени референтни оквир или посматрач. Ово се примењује на укупну енергију система, иако се различити посматрачи не слажу у вези енергетске вредности. Такође је очувана за све посматраче и непромењива маса, која представља минималну маса система и енергију коју може видети било који посматрач и која је дефинисана односом енергија-моменат.
У општој релативности, очувања момента енергије нису добро дефинисана, изузев у појединим специјалним случајевима. Енергија-момент се типично изражава уз помоћу стрес–енергија–момент псеудотензора. Међутим, пошто псеудотензори нису тензори, они се добро не трансформишу између референтних оквира. Ако је показатељ који се разматра статичан (то јест, не мења се са временом) или је асимптотски раван (тј. на бесконачном растојању удаљени простор-време изгледа празно), онда се конзервација енергије одржива без већих проблема. У пракси, неки показатељи као што је Фридман-Леметра-Робертсон-Вокер показатељ не задовољавају ова ограничења и одржање енергије није добро дефинисано. Теорија опште релативности оставља отвореним питање да ли важи закон одржања енергије за целокупан свемир.

### Квантна теорија
У квантној механици, енергија се дефинише као пропорционална изводу времена таласне функције. Недостатак комутативности оператора извода времена са самим оператором времена математички резултује принципом неодређености за време и енергију: што је дужи временски период, може се прецизније одредити енергија (енергија и време постају конјуговани Фуријеов пар).
Енергија квантног система се описује помоћу самопридодатог (или хермитијанског) оператора званог хамилтонијан, који делује на Хилбертовом простору (или простору таласних функција) система. Ако је хамилтонијан временски-независан оператор, појавна вероватноћа резултата мерења се не мења у времену током еволуције система. Стога је очекивана вредност енергије такође независна од времена. Локална енергија конзервације у теорији квантног поља је осигурана квантним Нетерином теоремом за енергетско-моментни тензорски оператор. Треба имати у виду да услед недостатка (универзалног) временског оператора у квантној теорији, односи неизвесности за време и енергију нису фундаментални у контрасту са принципом неизвесности позиције-момента, и само важе у одређеним случајевима (погледајте релације неодређености). Енергија у сваком фиксираном времену може у принципу да буде прецизно измерена без било каквог компромиса у прецизности условљеног временско-енергетским релацијама неодређености. Стога је очување енергије у датом времену добро дефинисан концепт чак и у квантној механици.

### Модерне студије
- Kroemer, Herbert; Kittel, Charles (1980). Thermal Physics (2nd ed.). W. H. Freeman Company. ISBN 978-0-7167-1088-2.
- Nolan, Peter J. (1996). Fundamentals of College Physics, 2nd ed. William C. Brown Publishers.
- Oxtoby & Nachtrieb (1996). Principles of Modern Chemistry, 3rd ed. Saunders College Publishing.
- Papineau, D. (2002). Thinking about Consciousness. Oxford: Oxford University Press. ISBN 978-0-19-924382-2.
- Serway, Raymond A.; Jewett, John W. (2004). Physics for Scientists and Engineers (6th ed.). Brooks/Cole. ISBN 978-0-534-40842-8.
- Tipler, Paul (2004). Physics for Scientists and Engineers: Mechanics, Oscillations and Waves, Thermodynamics (5th ed.). W. H. Freeman. ISBN 978-0-7167-0809-4.
- Lanczos, Cornelius (1970). The Variational Principles of Mechanics. Toronto: University of Toronto Press. ISBN 978-0-8020-1743-7.

### Историја идеја
- (1965). „”. . 33: 759—765. doi:10.1119/1.1970980.
- Cardwell, D.S.L. (1971). From Watt to Clausius: The Rise of Thermodynamics in the Early Industrial Age. London: Heinemann. ISBN 978-0-435-54150-7.
- Guillen, M. (1999). Five Equations That Changed the World. New York: Abacus. ISBN 978-0-349-11064-6.
- Hiebert, E.N. (1981). Historical Roots of the Principle of Conservation of Energy. Madison, Wis.: Ayer Co Pub. ISBN 978-0-405-13880-5.
- ; Joule, ; Carnot,  (1929). „”. . 13: 18—49. doi:10.1086/346430.
- Smith, C. (1998). The Science of Energy: Cultural History of Energy Physics in Victorian Britain. London: Heinemann. ISBN 978-0-485-11431-7.
- Mach, Ernst (1872). History and Root of the Principles of the Conservation of Energy. Open Court Pub. Co., IL.
- Poincaré, H. (1905). Science and Hypothesis. Walter Scott Publishing Co. Ltd; Dover reprint, 1952. ISBN 978-0-486-60221-9., Chapter 8, "Energy and Thermo-dynamics"